# Adam Dalgliesh
Adam Dalgliesh (ˈdælɡliːʃ) ist der Protagonist in 14 Romanen der britischen Schriftstellerin P. D. James. Außerdem tritt er als Nebenfigur in zwei weiteren Kriminalromanen mit der Privatdetektivin Cordelia Gray auf. Die Fälle spielen in der Jetztzeit. Das erste Auftreten Dalglieshs ist 1962 in Cover Her Face.

## Fiktionales Leben
Adam Dalgliesh arbeitet beim Metropolitan Service von New Scotland Yard in London, zuerst (Cover Her Face) als Chief Inspector, dann (A Mind to Murder) als Superintendent. Ab Shroud for a Nightingale ist er Chief Superintendent. Ab The Black Tower ist er Commander.
Dalgliesh ist der Sohn eines anglikanischen Gemeindepfarrers in Norfolk. Seine Frau und sein Sohn starben bei dessen Geburt. Seitdem lebt er allein in einem Flat an der Themse in Queenshithe. Seine einzige Verwandte – sie tritt in den frühen Romanen noch auf – ist seine Tante Jane Dalgliesh. Nach ihrem Tod erbt er ihr Anwesen an der Küste von Norfolk.
Eine Beziehung mit Deborah Riscoe begann er in Cover Her Face. Sie endet in Unnatural Causes.
In Death in Holy Orders lernt Dalgliesh Emma Lavenham kennen, eine Wissenschaftlerin an der Universität Cambridge. Die Heirat mit ihr steht am Ende des letzten Romans  The Private Patient 2008.
Privat schreibt Adam Dalgliesh Gedichte, die auch mehrfach veröffentlicht wurden. Da er nicht umhin kann, das Böse anzuerkennen, das die Menschen einander antun, aber nicht in der Lage ist, dafür eine Erklärung zu finden, ist er ein offenkundiger Agnostiker. Mit dieser Wahl, die er für sich getroffen hat, ist er allerdings zugleich unglücklich.
Ungeachtet seines Agnostizismus bewegt Dalgliesh sich in zahlreichen Situationen in einem christlich geprägten Umfeld von Kirchen oder kirchlichen Einrichtungen, häufig in einer näheren Beziehung zu Geistlichen oder Angehörigen der Kirche.
Bis zu dem tragischen Tod seiner Frau und seines Sohnes war er zuvor praktizierender anglikanischer Christ. Aufgrund seiner Herkunft und Erziehung ist er zudem mit theologischen Fragen, dem Glaubensverständnis, der Sprache sowie den religiösen Praktiken und Ritualen der anglikanischen Kirche durchaus vertraut. Vergleichbar mit G. K. Chestertons Figur des Pater Brown tritt Dalgliesh in der fiktiven Welt von P. D. James häufig in einer Art von Doppelrolle als Detektiv und „Geistlicher“ auf, der durchaus ein gewisses Verständnis für das geschehene Verbrechen aufbringt und auf eine freiwillige „Beichte“ des Täters bzw. der Täterin zur Vergebung und Erlösung hofft. Im Gegensatz zu der Gestalt des Pater Brown geht Dalgliesh als Detektiv bei der Lösung seiner Kriminalfälle allerdings äußerst rational oder vernunftorientiert vor und sucht nach faktischen Belegen oder Zusammenhängen für seine auf logische Schlussfolgerungen gegründete Beweisführung.
Nach P. D. James’ eigenen Aussagen hat sie Dalgliesh darüber hinaus mit jenen Charaktereigenschaften versehen, die sie selber bewundert: Mut ohne Tollkühnheit und hohe Intelligenz sowie Sensibilität und Mitgefühl, aber ohne Gefühlsduselei.
Dalgliesh gilt als äußerst zurückhaltend und wenig kommunikativ. Er ist groß, dunkel und insgesamt gutaussehend. Zwar repräsentiert er in mancherlei Hinsicht den Typus des  klassischen „Gentleman-Detektivs“, wie er von Agatha Christie oder Dorothy L. Sayers aus dem „goldenen Zeitalter“ der Kriminalliteratur bekannt ist; in der Fortsetzung der Dalgliesh-Reihe individualisiert P. D. James ihren Protagonisten jedoch zunehmend und zeichnet verstärkt ein psychologisch komplexeres Charakterbild ihrer literarischen Figur, das diese deutlich von den Ermittlerfiguren der konventionellen Detektivgeschichte abhebt.

## Mitarbeiter
Sein erster Partner, in Cover Her Face  und A Mind to Murder, ist DS Martin. DS Masterson ist sein Mitarbeiter in
 Shroud for a Nightingale. Danach arbeitet er mit DCI Massingham zusammen, der seinen Job aufgibt, als er nach dem Tod seines Vaters dessen Titel erbt und als Lord Dungannon ins Oberhaus aufsteigt. Kate Miskin (zuletzt DI) ist dann die permanente Mitarbeiterin Dalglieshs, mit wechselnden Kollegen: DI Daniel Aaron, DS Francis Benton-Smith, DI Piers Tarrant (mit dem sie zuletzt eine Beziehung führt).

## Kriminalromane mit Adam Dalgliesh als Protagonist
- Cover Her Face, 1962 (Ein Spiel zuviel)
- A Mind to Murder, 1963 (Eine Seele von Mörder)
- Unnatural Causes, 1967 (Ein unverhofftes Geständnis)
- Shroud for a Nightingale, 1971 (Tod im weißen Häubchen)
- The Black Tower, 1975 (Der Schwarze Turm)
- Death of an Expert Witness, 1977 (Tod eines Sachverständigen)
- A Taste for Death, 1986 (Der Beigeschmack des Todes)
- Devices and Desires, 1989 (Vorsatz und Begierde)
- Original Sin, 1994 (Wer sein Haus auf Sünden baut)
- A Certain Justice, 1997 (Was gut und böse ist)
- Death in Holy Orders, 2001 (Tod an heiliger Stätte)
- The Murder Room, 2003 (Im Saal der Mörder)
- The Lighthouse, 2005 (Wo Licht und Schatten ist)
- The Private Patient, 2008 (Ein makelloser Tod)